# Kris Kwiat
Kris Kwiat (* 1996 in Berlin, Deutschland als Christian Pawel Dzuljano Kwiatkowski) ist ein deutscher Film-, TV- und Theaterschauspieler sowie Model.

## Leben
Seine ersten Bühnenerfahrungen sammelte Kwiat 2016 in freien Theatergruppen, wie das Dokumentartheater Berlin und bei der Jugendtheatergruppe „YAS Junges Schlosspark Theater“ vom Schlosspark Theater Berlin. 2016 besuchte er die Theaterwerkstatt an der Schaubühne am Lehniner Platz in Berlin. Weitere Schauspielkurse folgten, darunter bei Steven Ditmyer, der die Sanford-Meisner-Technik lehrt. Kwiat absolvierte von 2017 bis 2019 eine Schauspielausbildung an der Filmschauspielschule Berlin.
Sein TV-Debüt hatte Kwiat bei der ZDFNeo-Serie Nix Festes im Jahr 2016. Dort spielte er eine Episodennebenrolle neben Sebastian Fräsdorf und Tim Kalkhof. Danach folgten weitere Tagesrollen in deutschsprachigen TV-Serien und Fernsehfilmen. In der Verfilmung des Buches von Erich Kästner „Fabian – Der Gang vor die Hunde“ spielte er den Freund von Frau Moll.
Aktuell spielt er bei der Kinofilm-Produktion „The Vagabonds“ die Rolle „Oscar“. Der Film wird 2022 bei den Internationalen Filmfestspiele von Cannes seine Premiere feiern.
Seit 2016 ist er als Model tätig und arbeitete unter anderem mit Modemarken wie Cartier und Hugo Boss zusammen.

## Filmografie
- 2017: Bodycheck – Mit Herz durch die Wand (Fernsehfilm)
- 2017: Nix Festes (Fernsehserie; Folge: Offiziell am Arsch)
- 2019: Rodzina (Kurzfilm)
- 2020: Spreetaufe (Kurzfilm)
- 2020: Die Grenze (Kinofilm)
- 2020: Fabian – Der Gang vor die Hunde (Kinofilm)
- 2021: Rivalen & Rebellen (Fernsehserie)
- 2021: Schneefall (Musikfilm)
- 2021: Das Recht der Stärkeren (Kinofilm)
- 2022: Gute Zeiten, schlechte Zeiten
- 2022: Der Usedom-Krimi – Schneewittchen (Fernsehreihe)
- 2022: The Vagabonds (Kinofilm)